# Юсуф-Хаджі Сафаров
Юсуф-Хаджі Сафаров (Сафарогли) — державний і військовий діяч Північно-Кавказького імамату, один із найвідоміших наїбів Шаміля. Мудир Малої Чечні (1843—1853), наїб східної частини Малої Чечні (1843—1853). Полководець, дипломат, політик, інженер, законодавець, картограф. За походженням — чеченець.
Уродженець селища Алди, командував військами, був адміністратором та радником з політичних та правових питань. Як інженер відповідав за питання фортифікації. Як колишній офіцер на службі Мехмет Алі допоміг Шамілю створити регулярну піхоту під назвою «низам». У 1854 році Шаміль відправив Хаджі-Юсуфа на заслання, звинувативши в несанкціонованих контактах з росіянами (за іншими джерелами — з турками). Через два роки перейшов до росіян, де невдовзі й помер.

## Біографія
Народився в Чечні, в аулі Бухіан-Юрт (чеч. Бухӏан-юрт). У 5-річному віці Юсуф-Хаджі з батьком вирушив до Мекки на шляху батько помер, Юсуф-Хаджі залишився в Туреччині. Через кілька років він вступив у турецький корпус, що перебував у Єгипті під керівництвом паші Магомед- Алі, де дослужився до чину полковника (меїр-алай). Тут він, вивчив арифметику, інженерне мистецтво, влаштування фортець і траншей. Володів арабською, турецькою і до десятка гірськокавказьких мов, вивчав військову та інженерну справу. У 1840 році він повернувся з Єгипту на батьківщину, до Чечні, до села Алди, щоб взяти свою матір і майно, але потрапив у війська Щаміля.
За іншою версією повернувся в 1834 році і під виглядом татарина оселився в селі Бековичі (по правому берегом Терека, навпроти Моздока), де займався вихованням дітей у князя Бековича. Про себе Юсуф-Хаджі розповідав, що його батько довго торгував у Кизлярі, потім мешкав у станиці Парабочевській.
У 1839 році Юсуф залишив князя Бековича під приводом, що має намір повернутися до Константинополя, але натомість він вирушив за Кубань до черкесів, де вивчав місцеву обстановку та стан справ. Юсуф представлявся у черкесів посланцем турецького султана. Юсуф-хаджі не тільки не приховував, але, навпаки, всіляко підкреслював, що він перебуває у великих зносинах з турецьким султаном і єгипетським пашою, цим він намагався зайняти лідируючу позицію серед народів Закубання.
Восени 1843 став наїбом східної частини Малої Чечні. З 1844 головний радник Шаміля. У 1853 році позбавлений всіх звань та майна та засланий до села Тінда. У липні 1856 року перейшов на бік імперії. Автор арабомовних карток Імамата, а також письмових праць з правознавства та теології. Праці з теології досі не знайдено.
18 липня1856 році втік (разом із сім'єю та родичами) до росіян у фортецю Грозну. Попри легенду, Юсуф не помер у першу ж ніч свого прибуття і навіть у 1856 році. Сафаров був відправлений до Тифліса, де склав свою знамениту карту володінь Шаміля, доклавши до неї відомості про чисельність ополченців наїбств на 1856 рік. Це дало Російському командуванню можливість дізнатися про дійсний стан справ в Імаматі, в період його падіння та дізнатися, які території вважаються в межах Імамата ставкою імама у Ведено. На відміну від Російського командування, які вважали площу Імамата в межах 18 тис. верст квадратних в 1855 р., Карти територій Імамата накреслені Юсуфом Сафаровим, дало відомості про 45 тис. верст квадратних, що вважалися в межах Імамата в останній період. Помер після 1859 року, переживши падіння імамату. Вважається автором арабомовних письмових праць з правознавства та теології. Праці з теології досі не знайдено.